# No Angels
Ноу ејнџелс (енгл. No Аngels) је била женски немачки поп бенд. Међународну славу постигле су 2000. године као петочлани бенд, а онда их је 2003. године напустила једна чланица.
Састав је представљао Немачку на Песми Евровизије 2008. у Београду, где су са још две земље делили последње, 23. место.

## Чланице

### Данашње чланице
- Лудмила „Луси“ Диаковска

Рођена 2. априла 1976. у Плевену, Бугарска.
- Сенди Мулинг

Рођена 27. априла 1981. у Вуперталу, Немачка.
- Џесика Мартина Ваелс

Рођена 2. фебруара 1977. у Франкфурту на Мајни, Немачка.

### Бивше чланице
- Ванеса Анелијес Петруо

Рођена 23. октобра 1979. у Берлину, Немачка.
- Нађа Бенаиса

Рођена 26. априла 1982. у Франкфурту на Мајни, Немачка.

## Дискографија

### Албуми
- 2001:
- 2002:
- 2002:
- 2003:
- 2003:
- 2004:
- 2007:
- 2008:  (2008)

### Синглови
- 2001: ""
- 2001: ""
- 2001: ""
- 2001: ""
- 2002: ""
- 2002: ""
- 2002: ""
- 2002: ""
- 2003: ""
- 2003: ""
- 2003: ""
- 2003: ""
- 2007: ""
- 2007: ""
- 2007: ""
- 2008: "Disappear"